# ナガサレール イエタテール
『ナガサレール イエタテール』は、ニコ・ニコルソンによる日本の漫画。ウェブコミック・小説配信サイトのぽこぽこで、2012年（平成24年）2月から2013年（平成25年）1月まで連載された。全12話。2011年（平成23年）3月の東日本大震災で被災した作者自身の家族の避難生活と生家の再建までの道のりをユーモラスに描いたノンフィクション作品。単行本は2013年3月発売、全1巻。
2019年3月、電子書籍版のみの特典として描き下ろしが追加。また、2020年3月には電子書籍特典と新たな描き下ろしを収録した『ナガサレール イエタテール 完全版』が発売される。

## 概要
震災を始めとする深刻な題材を数多く取り上げつつも、駄洒落風のタイトルが示すように軽妙でユーモラスな作風が特徴であり、作者と家族の掛け合い漫才のような会話が読み手の笑いを誘うとの声もある。また、それまで自由奔放に育ってきた作者が、実家再建のために家族を支えて奮闘する姿も描かれており、作者自身の成長譚と見る向きもある。
読者からは、将来の不安な被災地で生活し続けることに対し「別の土地に転居したほうが良かった」と現実的な声も上がってる一方で、不謹慎と思いつつ「笑ってしまった」と好意的な感想も多く寄せられている。単行本出版後も、被災地から「苦い思い出が良い思い出に変わった」との感想が届いているという。
2018年、NHK番組『あさイチ』の「特選！エンタ」コーナーでマンガ家のヤマザキマリがイチオシのエッセーに推薦。
第16回文化庁メディア芸術祭では、マンガ部門の審査委員会推薦作品に選定された。

## あらすじ
2011年3月、東日本大震災で宮城県山元町のニコルソンの実家が全壊。九死に一生を得た母と祖母は神奈川の親戚宅で避難生活を送りつつ、実家の再建を目指す。しかし建築制限や資金難などの難題に阻まれ、さらに避難生活の最中で祖母の認知症が進行、母は子宮癌を発症。東京在住のニコルソンは、一度は介護と治療のために東京でともに暮すことを提案するものの、生まれ育った土地での生活を望む2人を想い、実家再建を決意。数々の難題を乗り越えた末、震災翌年の12月についに実家跡に新居が完成し、母と祖母は山元町で平穏に生きてゆく。